# Bristivica
Bristivica – wieś w Chorwacji, w żupanii splicko-dalmatyńskiej, w gminie Seget. W 2011 roku liczyła 348 mieszkańców.